# Arbent
Arbent är en kommun i departementet Ain i östra Frankrike. Kommunen ligger  i kantonen Oyonnax-Nord som ligger i arrondissementet Nantua. Kommunens areal är 23,49 km². År 2022 hade Arbent 3 482 invånare.

## Befolkningsutveckling
Antalet invånare i kommunen Arbent
Referens: INSEE